# Hans-Christian Hausmann

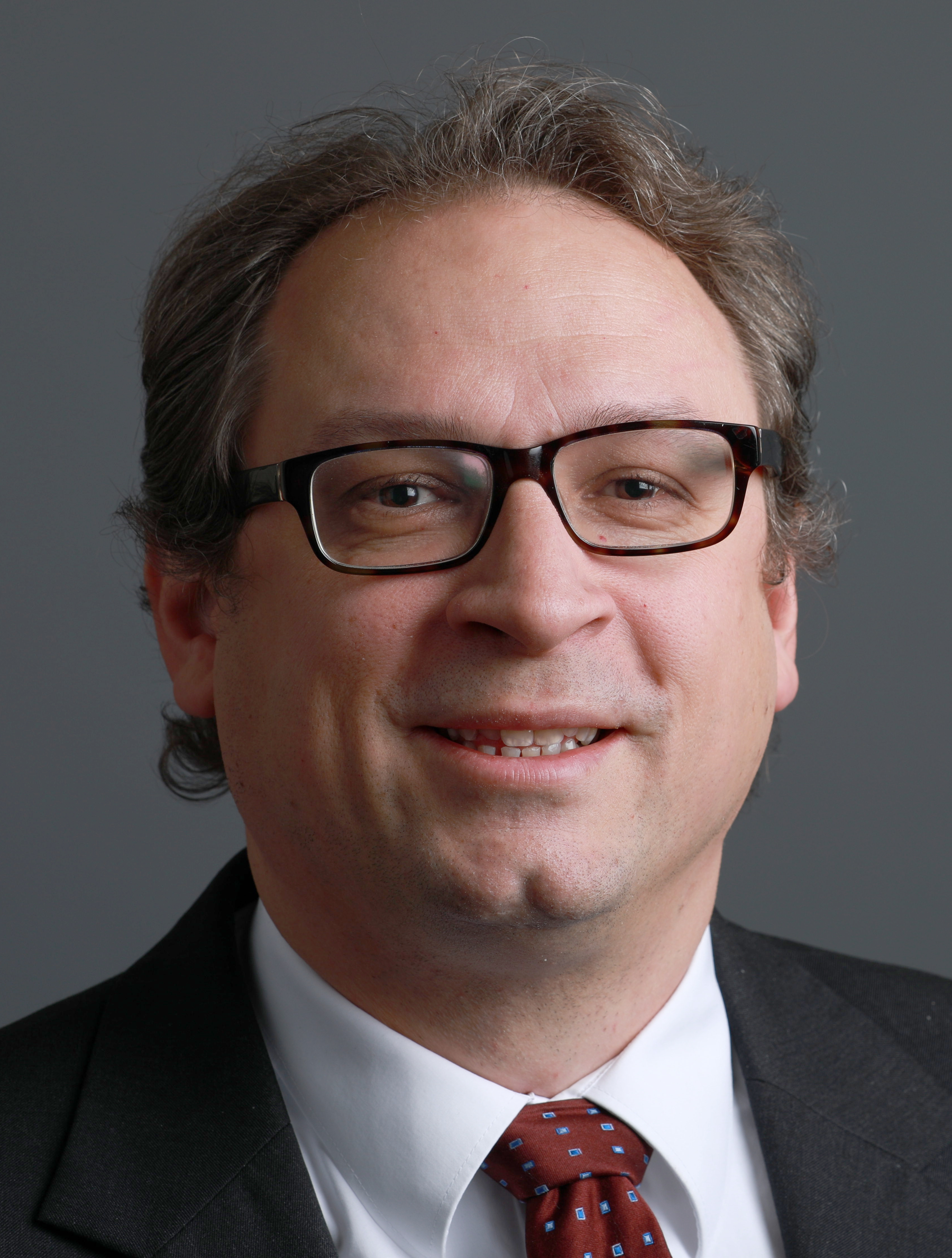
Hans-Christian Hausmann (2017)

Hans-Christian Hausmann (* 23. Dezember 1975 in Berlin-Rudow) ist ein deutscher Politiker (CDU) und Rechtsanwalt.

## Leben
Hausmann studierte Rechtswissenschaften an der Freien Universität Berlin. Das Referendariat absolvierte er am Landgericht Münster im Bezirk des Oberlandesgerichts Hamm. Er promovierte in der Rechtswissenschaft mit einer rechtsvergleichenden Dissertation und mit einem einjährigen Forschungsaufenthalt in Großbritannien. An der University of Glasgow absolvierte er einen Studiengang mit dem Abschluss Master of Law. Hausmann promovierte zudem in der Politikwissenschaft zur französischen Außenpolitik. Hausmann publizierte in Fachzeitschriften wie die Neue Juristische Wochenschrift (NJW), Neue Zeitschrift für Verwaltungsrecht (NVwZ), MultiMedia und Recht (MMR), Gewerblicher Rechtsschutz und Urheberrecht (GRUR) und Gewerbearchiv. Seit 2008 ist er als Rechtsanwalt und Fachanwalt für Steuerrecht tätig.

## Politik
Seit 1998 ist Hans-Christian Hausmann politisch in der Partei CDU engagiert. Am 18. September 2011 gelang ihm bei der Wahl zum Abgeordnetenhaus von Berlin 2011 der Einzug als direkt gewählter Abgeordneter in das Abgeordnetenhaus von Berlin.
Hausmann war in der 17. Legislaturperiode Mitglied des Ausschusses für Wissenschaft, des Ausschusses für Bildung, Mitglied des Unterausschusses Beteiligungsmanagement und -controlling sowie Mitglied des Sonderausschusses Wasserverträge. In dem auf ein Jahr angesetzten Sonderausschuss Wasserverträge, der die Geheimverträge zur Teilprivatisierung der Berliner Wasserbetriebe behandelte, war er Sprecher der Fraktion der CDU. Seit 2011 ist er zudem auch wissenschaftspolitischer Sprecher der CDU-Fraktion.
Im Jahre 2016 wurde er im Wahlkreis Rudow wiederholt direkt gewählt und Mitglied des Abgeordnetenhauses von Berlin für die 18. Legislaturperiode. Hausmann war währenddessen als wissenschaftspolitischer Sprecher der Fraktion der CDU neben dem Ausschuss Wissenschaft auch Mitglied im Ausschuss Verkehr. Er ist ein Verfechter der Verlängerung der U-Bahn-Linie U7 bis zum Flughafen und setzt sich unter anderem für den Erhalt der Brunnenanlage Glockenblumenweg in Rudow ein.
Im parlamentarischen Untersuchungsausschuss Gedenkstätte Hohenschönhausen, der seine Arbeit im Jahr 2020 aufnahm, war er im Ausschuss der Sprecher der CDU-Fraktion. Er setzte sich aus Gründen des Opferschutzes dafür ein, die betroffenen Frauen in dem Ausschuss nicht als Zeuginnen vernehmen zu lassen. Er kritisierte das Verhalten von Senator Klaus Lederer zur Aufklärung im Untersuchungsausschuss.
Dem 2021 gewählten Abgeordnetenhaus gehört er nicht mehr an.

## Politische Positionen
In einem Gastbeitrag im Tagesspiegel betonte er die Bedeutung der Wissenschaft für Berlin und forderte eine stärkere Vernetzung von Wirtschaft und Hochschulen.
Wissenschaftspolitisch lehnt er ein generelles Promotionsrecht für Fachhochschulen ab und sah darin eine Absenkung von Qualitätsanforderungen.
Hausmann sieht in der Digitalisierung eine der größten Herausforderungen für Berlin und die Hochschulen.